# 清明上河图密码
《清明上河图密码》是2024年播出的中国大陆古装悬疑电视剧，改编自中国大陆作家冶文彪创作的同名小说，由电影《男欢女爱》的导演杨帆与《深渊宝藏》的导演熊琛联合执导，张颂文、白百何领衔主演，周一围、侯岩松特别主演，张耀、夏梦、林家川、是安、郝富申、郝汉联袂主演。
该剧自2024年12月16日起在央视八套黄金档、优酷和咪咕视频播出。

## 剧情概要
故事背景设定在北宋宋徽宗宣和年间，生活在汴梁城的一家五口本是过着朴实又吵吵闹闹的生活，但意外卷入轰动全城的一宗大案让五口之家的生活发生了转变，一家人在破解各种案件中各显其能，同时又要解决层出不穷的家庭问题。

## 演员阵容
- 张颂文（青年：令卓） 饰演 赵不尤（香港配音：潘文柏、關令翹（青年））

本是只想过平凡日子的大理寺底层贴书小吏，意外卷入轰动的梅船大案。
- 白百何（青年：王和） 饰演 温悦 / 蘇悅（香港配音：劉惠雲、黃昕瑜（青年））

赵不尤的妻子，一心只想置宅购田。
- 周一围 饰演 顾震（香港配音：雷霆）

开封府左军巡使，赵不尤的好友。
- 侯岩松 饰演 赵离（香港配音：陳永信）
- 张耀 饰演 赵墨儿 / 董墨兒（香港配音：李凱傑）

趙不尤的弟弟
- 夏梦 饰演 赵瓣儿 / 董瓣兒（香港配音：成瑤孆）

趙不尤的妹妹
- 林家川 饰演 万福（香港配音：陳卓智）
- 是安 饰演 张择端（香港配音：蘇強文）
- 郝富申 饰演 偽宋齐愈 / 丁旦（香港配音：曹啟謙）
- 郝汉 饰演 姚禾（香港配音：李致林）
- 李乃文 饰演 狄伦（香港配音：招世亮）
- 海一天 饰演 萧逸水（香港配音：葉振聲）
- 张馨予 饰演 章七娘（香港配音：曾秀清）
- 姜珮瑶 饰演 池了了（友情出演）（香港配音：黃昕瑜）
- 尤靖茹 饰演 王云裳（友情出演）（香港配音：張頌欣）
- 汪铎 饰演 罗准（友情出演）
- 张天阳 饰演 章美（友情出演）（香港配音：李鎮然）
- 王沛禄 饰演 甘亮（友情出演）（香港配音：葉振聲）
- 莫小奇 饰演 费香娥（友情出演）（香港配音：魏惠娥）
- 宋楚炎 饰演 栾回（友情出演）（香港配音：蘇強文）
- 林鹏 饰演 邹紫茵（友情出演）（香港配音：詹健兒）
- 陆妍淇 饰演 春熙（友情出演）（香港配音：張頌欣）
- 任运杰（童年：金遙源） 饰演 何欢／蘇錚（友情出演）（香港配音：梁偉德、張頌欣（童年））
- 李逸男 饰演 孙勃（香港配音：李鎮然）
- 傅雋 飾演 溫悅的師傅（香港配音：招世亮）
- 王輝華 飾演 鐵尺（香港配音：關令翹）
- 康楚顏 飾演 茯苓（香港配音：詹健兒）
- 強巴才丹 飾演 董謙（香港配音：黃啟昌）
- 李斌 飾演 康淺（香港配音：蘇強文）
- 姚童 飾演 武翹（香港配音：魏惠娥）
- 肖鼎臣 飾演 武翱（香港配音：李致林）
- 旌鳴 飾演 武翔（香港配音：黃啟昌）
- 張春年 飾演 陶押班（香港配音：陳永信）
- 董李無憂 飾演 小乙（香港配音：曹啟謙）
- 曹馨月 飾演 穆柱媳婦（香港配音：陸惠玲）
- 朱薇薇 飾演 藍大姐（香港配音：黃鳳英）
- 萬雨晗 飾演 小蟋（香港配音：黃昕瑜）
- 黨濤 飾演 謝老八（香港配音：蘇強文）
- 譚建昌 飾演 簡莊（香港配音：葉振聲）
- 丁宇佳 飾演 鄒雍進（香港配音：關令翹）
- 劉恩尚 飾演 鄭敦（香港配音：黃啟昌）
- 王笑龍 飾演 劉總管（香港配音：葉振聲）
- 李樹 飾演 朱屠戶（香港配音：葉振聲）
- 衛文兵 飾演 秦掌櫃（香港配音：招世亮）
- 尹元章 飾演 丁大郎（香港配音：招世亮）
- 待查 飾演 真宋齊愈（香港配音：梁偉德）
- 待查 飾演 宋瑩瑩（香港配音：林元春）
- 李安珂 飾演 阿慈（香港配音：魏惠娥）
- 李祉默 飾演 素素（香港配音：凌晞）
- 金秋 飾演 陸三貞（香港配音：曾秀清）
- 祈樂 飾演 莊強（香港配音：梁偉德）
- 喻慶輝 飾演 陳保山（香港配音：陳永信）
- 建康 飾演 單十六（香港配音：蘇強文）
- 丁燃 飾演 烏眉兒（香港配音：凌晞）
- 薛犇 飾演 阿豐（香港配音：李鎮然）
- 任洛敏 飾演 王府尹（香港配音：招世亮）
- 張慧子 飾演 小石榴（香港配音：魏惠娥）
- 王曦 飾演 崔信使（香港配音：梁偉德）
- 程茉 飾演 汪月月（香港配音：林元春）
- 袁文莉 飾演 蘇何氏（香港配音：陸惠玲）
- 鍾鳴 飾演 蘇直（香港配音：雷霆）
- 待查 飾演 朵兒（香港配音：曾秀清）
- 貫恩予 飾演 小管子（香港配音：雷碧娜）
- 待查 飾演 掌櫃（香港配音：黃子敬）

## 制作
主体拍摄于2023年10月18日在江苏省昆山市周庄镇正式开始，2024年1月杀青。

## 原声带
| 曲序 | 曲目           | 演唱         |
| ---- | -------------- | ------------ |
| 1.   | 盛世（片尾曲） | 韩红         |
| 2.   | 唯愿           | 白百何       |
| 3.   | 大梦歌         | 陈丽君       |
| 4.   | 清河画船       | 孟楠、张石荻 |

#### 香港
| 曲序 | 曲目                       |      | 作曲   | 演唱   |
| ---- | -------------------------- | ---- | ------ | ------ |
| 1.   | 有天做證（片頭曲、片尾曲） | 楊熙 | 劉易昇 | 羅啟豪 |

## 電視節目的變遷
| 香港 無綫電視翡翠台／ 澳門 TVB Anywhere翡翠台星期一至五 21:30-22:30 | 香港 無綫電視翡翠台／ 澳門 TVB Anywhere翡翠台星期一至五 21:30-22:30 | 香港 無綫電視翡翠台／ 澳門 TVB Anywhere翡翠台星期一至五 21:30-22:30 |
| ------------------------------------------------------------------- | ------------------------------------------------------------------- | ------------------------------------------------------------------- |
|                                                                     | 清明上河圖密碼 （2025年5月27日— 2025年6月23日）                     |                                                                     |
| 庆余年2 （2025年4月14日—2025年5月26日）                             | 中年好翻身 （2025年6月24日— 2025年8月1日）                          |                                                                     |